# Budynek przy ul. Kraszewskiego 40 w Toruniu
Budynek przy ul. Kraszewskiego 40 w Toruniu – budynek na Bydgoskim Przedmieściu w Toruniu, siedziba Krajowej Spółki Cukrowej.
Na fasadzie budynku odsłonięto tablicę upamiętniającą protest rolników z 1981 roku.
Budynek figuruje w gminnej ewidencji zabytków (nr 1204).